# Waterloo (film din 1970)
Waterloo (în rusă Ватерлоо, transliterat: Vaterloo) este un film istoric de război din 1970, regizat de Serghei Bondarciuk și produs de Dino De Laurentiis. El prezintă povestea evenimentelor preliminare și a Bătăliei de la Waterloo și este renumit pentru scenele elaborate de luptă. A fost realizat ca o coproducție între Uniunea Sovietică și Italia și a fost filmat în Ucraina.
Rolurile principale sunt interpretate de Rod Steiger (Napoleon Bonaparte) și Christopher Plummer (ducele de Wellington). Alte vedete care apar în film sunt Jack Hawkins (generalului Thomas Picton), Virginia McKenna (ducesa de Richmond), Dan O'Herlihy (mareșalul Ney) și Orson Welles (Ludovic al XVIII-lea al Franței).

## Distribuție
- Rod Steiger — împăratul Napoleon I al Franței
- Christopher Plummer — feldmareșalul Arthur Wellesley, Duce de Wellington
- Orson Welles — regele Ludovic al XVIII-lea al Franței
- Jack Hawkins — general-locotenent Sir Thomas Picton
- Virginia McKenna⁠(d) — Charlotte Lennox, Ducesă de Richmond
- Dan O'Herlihy⁠(d) — mareșalul Michel Ney
- Rupert Davies — colonelul Alexander Gordon, Duce de Gordon
- Philippe Forquet⁠(d) — generalul de brigadă Charles de la Bédoyère⁠(d)
- Gianni Garko⁠(d) — general-maior Antoine Drouot
- Ivo Garrani⁠(d) — mareșalul Nicolas Jean-de-Dieu Soult
- Ian Ogilvy⁠(d) — colonelul Sir William Howe De Lancey⁠(d)
- Michael Wilding⁠(d) — general-maior Sir William Ponsonby
- Sergo Zakariadze⁠(d) — feldmareșalul Gebhard von Blücher, Fürst von Wahlstatt (menționat Serghej Zakhariadze)
- Terence Alexander⁠(d) — general-locotenent Henry Paget, Earl de Uxbridge
- Andrea Checchi⁠(d) — soldat din Vechea Gardă
- Donal Donnelly⁠(d) — caporalul O'Connor (menționat Donald Donnelly)
- Charles Millot⁠(d) — mareșalul Emmanuel de Grouchy, Marchiz de Grouchy
- Evgheni Samoilov — generalul de brigadă Pierre Cambronne (menționat Eughenj Samoilov)
- Oleg Vidov⁠(d) — Tomlinson
- Charles Borromel — Mulholland
- Peter Davies — locotenent-colonel James Hay, Lord Hay⁠(d)
- Veronica De Laurentiis⁠(d) — Magdalene De Lancey⁠(d)
- Vladimir Drujnikov⁠(d) — generalul de divizie Étienne Maurice Gérard, conte Gerard
- Willoughby Gray⁠(d) — maiorul William Ramsay
- Roger Green — Duncan
- Orso Maria Guerrini⁠(d) — ofițer
- Richard Heffer⁠(d) — căpitanul Captain Cavalié Mercer⁠(d)
- Orazio Orlando⁠(d) — Constant⁠(d), valetul lui Napoleon, memorialist
- John Savident⁠(d) — general-maior Karl Freiherr von Müffling⁠(d)
- Jeffry Wickham⁠(d) — colonelul Sir John Colborne
- Susan Wood — Lady Sarah Lennox
- Ghennadi Iudin — grenadierul Chactas (menționat Ghennady Yudin)

## Premii și nominalizări
| Premiu                                       | Categorie              | Destinatar          | Rezultat     |
| -------------------------------------------- | ---------------------- | ------------------- | ------------ |
| Premiile Academiei Britanice de Film (BAFTA) | Cea mai bună imagine   | Armando Nannuzzi⁠(d) | Nominalizare |
| Premiile Academiei Britanice de Film (BAFTA) | Cele mai bune costume  | Maria De Matteis⁠(d) | Câștigat     |
| Premiile Academiei Britanice de Film (BAFTA) | Cele mai bune decoruri | Mario Garbuglia⁠(d)  | Câștigat     |